# Postsionismus
Postsionismus (hebrejsky: פוסט-ציונות; Post-Cijonut, anglicky: Post-Zionism) je myšlenkový proud v Izraeli a mezi židy, který zčásti kritizuje a zčásti rozvíjí ideologii sionismu.
Stoupenci postsionismu se domnívají, že základní postuláty sionismu jako vznik židovského státu byly během 20. století naplněny a je možné se od nich posunout směrem ke kritičtějšímu a od nacionalismu oproštěného pojetí. Zároveň jsou ovlivněni filozofií postmoderny a z tohoto úhlu kriticky nahlížejí na některé součásti sionistické ideologie a mytologie. Někteří stoupenci postsionismu považují sionismus za variantu kolonialismu a nikoliv za národní hnutí Židů nýbrž za umělou ideologickou konstrukci, která byla v 19. století vytvořena a nahradila do té doby převládající koncept židů coby náboženské komunity bez státních a národních aspirací. Postsionisté zpochybňují oprávněnost existence Zákona o návratu v současném Izraeli a mají tendenci nazývat židovské přistěhovalce do Izraele nikoliv slovem olim (viz alija) ale běžným termínem imigrant. Zpochybňují také oficiální izraelský výklad moderních dějin.
Mezi stoupenci postsionismu v Izraeli jsou zejména někteří levicoví intelektuálové. Mezi jedny z prvních osobností, které rozvíjely tento myšlenkový směr, je považován Ješajahu Leibowitz, který mimo jiné proslul tím, že v roce 1992 odmítl převzít státní Izraelskou cenu. V duchu postsionismu působí někteří historici, například
Benny Morris nebo Avi Shlaim. Revizi převládajícího pojetí izraelských dějin provádí i historik Tom Segev. Kromě kritického pohledu na izraelské dějiny a dějiny arabsko-židovského konfliktu se postisionisté kriticky zabývají i postavením žen nebo sefardských Židů v Izraeli. Domnívají se například, že v roce 1948 došlo během první arabsko-izraelské války k cílenému vyhánění Arabů z území ovládnutého Izraelem a nikoliv k jejich dobrovolnému odchodu. Stát Izrael považují za společnost, které dominovala aškenázská většina.
Kritici postsionismu, například politolog Šlomo Avineri, se domnívají, že jde pouze o variantu antisionismu, která popírá existenci a legitimitu státu Izrael jako židovského národního státu.
Termín postsionismus vstoupil i do izraelského politického slovníku. Když například 17. ledna 2011 oznámil Ehud Barak, že odchází ze Strany práce a zakládá novou politickou stranu nazvanou Acma'ut, kritizoval Stranu práce, že v ní převládají postsionistické a postmoderní názory. Jisté myšlenky postsionismu převzal například izraelský politik Avraham Burg, který roku 2003 v deníku The Guardian publikoval článek nazvaný The end of Zionism, ve kterém kritizoval trvající okupaci palestinských území a měnící se podobu sionismu, který podle něj ztrácí rysy spravedlnosti a etiky. Burg prohlásil: „Izrael, který se přestal starat o děti Palestinců, by neměl být překvapený, až přijdou prosáklé nenávistí a odpálí se v centrech izraelského eskapismu.“ V roce 2007 Burg navrhl zrušit Zákon o návratu a konstatoval, že „definovat Stát Izrael jako židovský stát je klíčem k jeho zániku.“